# Aire d'attraction de Gournay-en-Bray
L'aire d'attraction de Gournay-en-Bray est un zonage d'étude défini par l'Insee pour caractériser l’influence de la commune de Gournay-en-Bray sur les communes environnantes. Publiée en octobre 2020, elle se substitue à l'aire urbaine de Gournay-en-Bray, qui comportait 11 communes dans le dernier zonage qui remontait à 2010.

## Définition
L'aire d'attraction d'une ville est composée d’un pôle, défini à partir de critères de population et d’emploi ainsi que d’une couronne constituée des communes dont au moins 15 % des actifs travaillent dans le pôle. Le pôle d’attraction constitue ainsi un point de convergence des déplacements domicile-travail,.

## Type et composition
L’aire d'attraction de Gournay-en-Bray est une aire inter-régionale qui comporte 21 communes : 19 situées en Seine-Maritime et 2 dans l'Oise (Bazancourt et Saint-Quentin-des-Prés). 
Elle est catégorisée dans les aires de moins de 50 000 habitants, une catégorie qui regroupe 12,2 % au niveau national.

### Carte

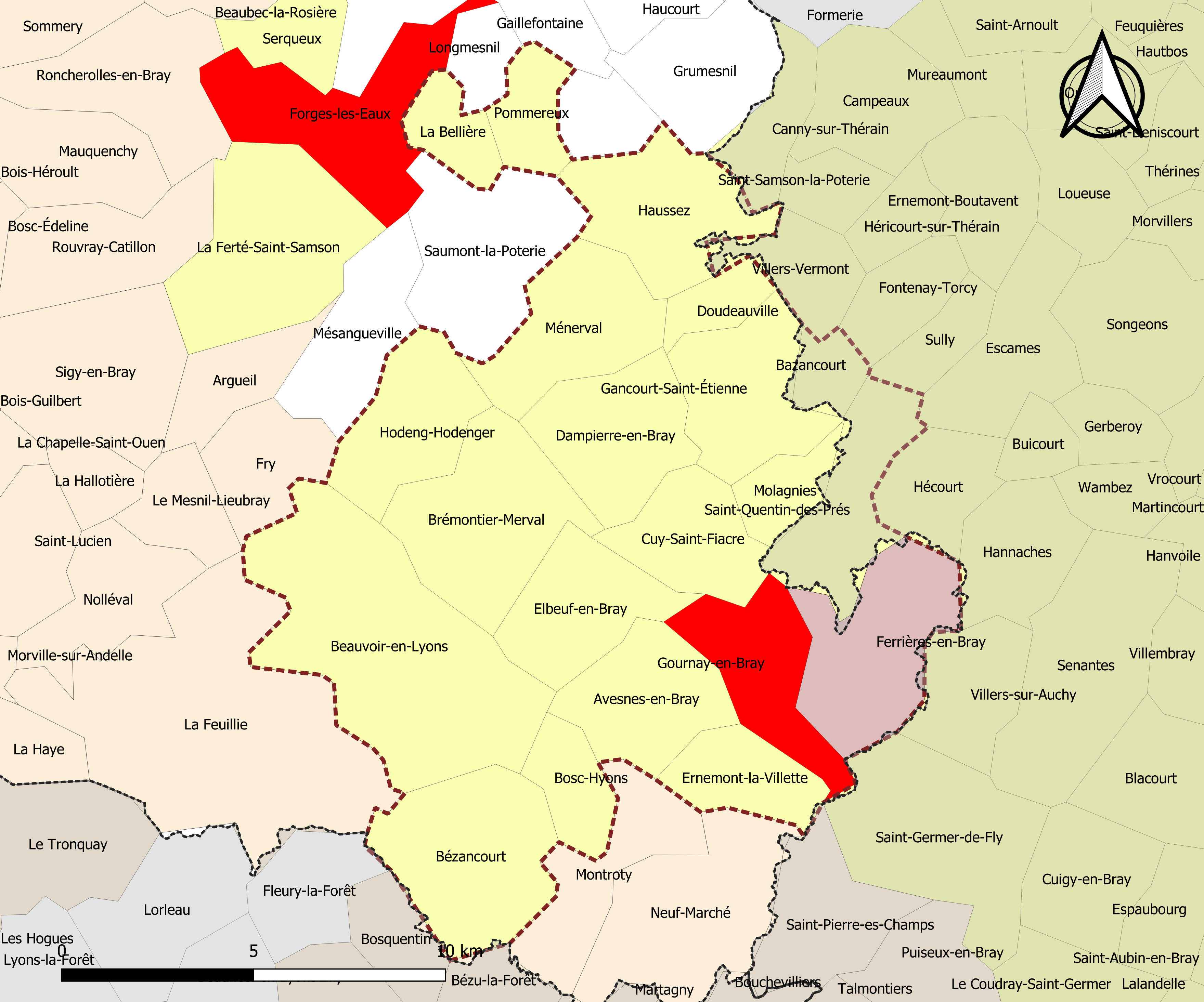
Carte de l'aire d'attraction de Gournay-en-Bray.
Commune-centre
Commune du pôle principal
Commune de la couronne

### Composition communale
| Nom                              | Code Insee | Département    | Statut                    | Superficie (km2) | Population (dernière pop. légale) | Densité (hab./km2) | Modifier                                    |
| -------------------------------- | ---------- | -------------- | ------------------------- | ---------------- | --------------------------------- | ------------------ | ------------------------------------------- |
| Gournay-en-Bray (commune-centre) | 76312      | Seine-Maritime | commune-centre            | 10,40            | 5 834 (2022)                      | 561                | modifier les données · modifier les données |
| Ferrières-en-Bray                | 76260      | Seine-Maritime | commune du pôle principal | 15,88            | 1 675 (2022)                      | 105                | modifier les données · modifier les données |
| Bazancourt                       | 60049      | Oise           | commune de la couronne    | 3,15             | 103 (2022)                        | 33                 | modifier les données · modifier les données |
| Saint-Quentin-des-Prés           | 60594      | Oise           | commune de la couronne    | 10,80            | 282 (2022)                        | 26                 | modifier les données · modifier les données |
| Avesnes-en-Bray                  | 76048      | Seine-Maritime | commune de la couronne    | 11,90            | 284 (2022)                        | 24                 | modifier les données · modifier les données |
| Beauvoir-en-Lyons                | 76067      | Seine-Maritime | commune de la couronne    | 33,29            | 630 (2022)                        | 19                 | modifier les données · modifier les données |
| La Bellière                      | 76074      | Seine-Maritime | commune de la couronne    | 4,54             | 50 (2022)                         | 11                 | modifier les données · modifier les données |
| Bézancourt                       | 76093      | Seine-Maritime | commune de la couronne    | 17,59            | 362 (2022)                        | 21                 | modifier les données · modifier les données |
| Bosc-Hyons                       | 76124      | Seine-Maritime | commune de la couronne    | 5,63             | 420 (2022)                        | 75                 | modifier les données · modifier les données |
| Brémontier-Merval                | 76142      | Seine-Maritime | commune de la couronne    | 17,17            | 430 (2022)                        | 25                 | modifier les données · modifier les données |
| Cuy-Saint-Fiacre                 | 76208      | Seine-Maritime | commune de la couronne    | 9,63             | 631 (2022)                        | 66                 | modifier les données · modifier les données |
| Dampierre-en-Bray                | 76209      | Seine-Maritime | commune de la couronne    | 12,82            | 448 (2022)                        | 35                 | modifier les données · modifier les données |
| Doudeauville                     | 76218      | Seine-Maritime | commune de la couronne    | 3,94             | 110 (2022)                        | 28                 | modifier les données · modifier les données |
| Elbeuf-en-Bray                   | 76229      | Seine-Maritime | commune de la couronne    | 10,65            | 393 (2022)                        | 37                 | modifier les données · modifier les données |
| Ernemont-la-Villette             | 76242      | Seine-Maritime | commune de la couronne    | 7,46             | 210 (2022)                        | 28                 | modifier les données · modifier les données |
| Gancourt-Saint-Étienne           | 76297      | Seine-Maritime | commune de la couronne    | 12,48            | 226 (2022)                        | 18                 | modifier les données · modifier les données |
| Haussez                          | 76345      | Seine-Maritime | commune de la couronne    | 13,15            | 277 (2022)                        | 21                 | modifier les données · modifier les données |
| Hodeng-Hodenger                  | 76364      | Seine-Maritime | commune de la couronne    | 11,54            | 281 (2022)                        | 24                 | modifier les données · modifier les données |
| Ménerval                         | 76423      | Seine-Maritime | commune de la couronne    | 12,43            | 173 (2022)                        | 14                 | modifier les données · modifier les données |
| Molagnies                        | 76440      | Seine-Maritime | commune de la couronne    | 4,65             | 209 (2022)                        | 45                 | modifier les données · modifier les données |
| Pommereux                        | 76505      | Seine-Maritime | commune de la couronne    | 5,39             | 94 (2022)                         | 17                 | modifier les données · modifier les données |